# Jorge Arias (Fußballspieler, 1992)
Jorge Enrique Arias de la Hoz (* 13. November 1992 in Valledupar) ist ein kolumbianischer Fußballspieler. Der Innenverteidiger wurde sechs Mal nationaler Meister.

## Karriere
Jorge Arias begann seine Profikarriere in seiner Heimatstadt beim Valledupar FC und wechselte im selben Jahr zu Independiente Medellín in die Categoría Primera A. In der Finalización 2012 stand er mit seinem Team im Finale gegen Millonarios FC und verlor das Elfmeterschießen mit 4:5. Arias war der einzige Schütze, der seinen Elfmeter vergab. Seinen ersten Titel gewann er bei seiner Leihstation Atlético Junior, als er 2017 Sieger der Copa Colombia wurde. Weitere Titel folgten nach seinem Wechsel 2018 nach Paraguay zu Olimpia, wo er vier Meisterschaften feierte. Im Jahr 2021 war er in seine Heimat an Deportivo Cali verliehen, wo er in der  Finalización 2021 erstmals kolumbianischer Meister wurde. Im Jahr 2022 unterschrieb Arias erneut bei Atlético Junior und wechselte 2023 zu Millonarios FC.

## Erfolge
Junior
- Kolumbianischer Pokalsieger: 2017

Olimpia
- Paraguayischer Meister: 2018-C, 2019-A, 2019-C, 2020-C

Deportivo Cali
- Kolumbianischer Meister: 2021-II

Millonarios
- Kolumbianischer Meister: 2023-I
- Kolumbianischer Supercupsieger: 2024